# Opowieść o tym, co tu dzieje się naprawdę
Opowieść o tym, co tu dzieje się naprawdę – album Eldo, wydany 12 listopada w 2001 roku przez T1-Teraz, z reedycją wydaną w 2015.

## Lista utworów
Opracowano na podstawie materiału źródłowego.
1. „Telefony” – 1:21
2. „Pamiętam jak...” (gościnnie: Echo) – 4:05
3. „Te słowa” (scratche: DJ Twister) – 3:26[A]
4. „Rymów konstruktor” – 3:51[B]
5. „Numerki” (gościnnie: Sokół) – 3:11
6. „Inny niż wy” – 4:12
7. „Stres” – 3:51
8. „Gotów na bitwę?” (gościnnie: Dizkret, Pezet) – 4:51
9. „Wanabeez” – 3:16
10. „X-Wing” – 3:26
11. „Elpresidente” – 3:59
12. „Żyje” (gościnnie: Wigor) – 5:13
13. „Opowieść o tym, co tu dzieje się naprawdę” – 2:59
14. „Telefony” – 1:48

Produkcja: Dena
Scratche: DJ Romek
Notatki
- A^ W utworze wykorzystano m.in. sample z piosenki „Somebody's Gonna Off the Man” w wykonaniu Barry'ego White'a[5].
- B^ W utworze wykorzystano sample z piosenki  „Wilford's Gone” w wykonaniu The Blackbyrds[6].